# Giacomo Durando
Giacomo Durando (Mondovì, 1807. február 4. – Róma, 1894. augusztus 21.) olasz tábornok és államférfi, Giovanni Durando öccse.

## Életútja
Jogi tanulmányainak végeztével, Anfossi, Brofferio és másokkal egyetemben politikai összeesküvésbe keveredett, emiatt 1831-ben Svájcba, majd innen Belgiumba kellett menekülnie. Itt találkozott bátyjával, Giovannival, akivel együtt belépett Achille Murat idegenekből alakított légiójába. 1832-ben kitűnt Portugáliában Dom Miguel ellen, 1835-ben pedig Spanyolországban küzdött a karlisták ellen. Ezredessé előléptetve 1843-ig maradt a Pireneusi-félszigeten, majd 1844-ben Marseille-ben kiadta a De la réunion de la péninsule ibérique par une alliance entre les dynasties d’Espagne et de Portugal című művét. Piemontba visszatérve, Mondovìba internálták. Ott írta a Della nazionalitá italiana (Párizs, 1846) című munkáját, melyben az egységes és alkotmányos Olasz Királyság eszméjét népszerűsítette. Egy csapásra népszerűvé vált, és műve pár hét alatt 7 kiadást ért meg. A kormány azonban kénytelen volt a szerzőt, Ausztriára való tekintettel, hazájából kitiltani.
Durando csak 1847-ben térhetett haza, ekkor munkatársa lett az újonnan alapított L’Opinione napilapnak, ebben Cavour, Santa Rose és Brofferióval együtt arra kérte Károly Albert királyt, hogy szabadelvű alkotmányt adjon a Szárd–Piemonti Királyságnak. Az 1848-as itáliai szabadságharc kezdetén önkéntes csapat élén tört be Lombardiába. Az 1849-es novarai csatában Károly Albert király szárnysegédeként működött. II. Viktor Emánuel király alatt is hű maradt a nemzeti párt hitvallásához. Cavourral szoros barátságot kötött és 1855. május 31-től kezdve néhány hónapig (mint La Marmora tábornok helyettese) a hadügyminiszteri tárcát kezelte. 1856-ban kinevezték szárd követté a török portához. Az ő érdeme, hogy a szultán az új Olasz Királyságot már 1861-ben elismerte. Ratazzi kormányában (1862) mint külügyminiszter szerepelt. 1860-ban kinevezték szenátorrá, 1861-ben pedig tábornokká és a legfőbb katonai törvényszék elnökévé. 1884-ben pedig a szenátus elnöke lett.